# チナ・ポブラナ

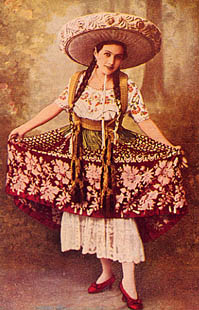
チナ・ポブラナ

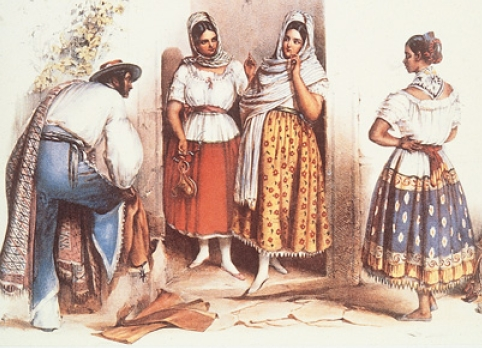
『Poblanas』. チナ・ポブラナを身に纏った女性たち. 19 世紀のビネット

チナ・ポブラナ（china poblana）は、メキシコの中部および南東部の都市で根付いていた女性の伝統的な服装であり、白ブラウスとスカートにショール、ベルトなどの装飾が加えられた、女性らしさを強調するスタイルになっている。
チナ・ポブラナは、実体・名称とともに、ラス・チナス（Las Chinas）と呼ばれていたメスティーソの娼婦の女性にちなんでいる。ラス・チナスがその姿を社会から消したあと自由主義的な風潮の中で理想化されたことにより、彼女たちが着ていたチナ・ポブラナがメキシコ人のアイデンティティーとして確立され、浸透した。最も民族主義的な見解では、メキシコ人女性の美点と美徳を象徴しているともされる。

## チナ・ポブラナとラス・チナス
メキシコ史の博士María del Carmen Vázquez Mantecón（2000）によると、「チナ・ポブラナ」の語源であるラス・チナス（Las chinas）は、「都市特有の情愛交流の主役となったメスティーソの一種」の女性たちを表す。
当時のメキシコでは、実際の出身が中国かそうでないかに関わらずアジア人が一概に「china(女性の場合)（※中国人という意）」と呼ばれることが一般的であったが、チナ・ポブラナの「China」はアジア人を指すわけではなく、拡大解釈で混血のメキシコ人女性を表す用語として使用されている。
ラス・チナスは、クリオーリョ政権の最盛期である1840年から1855年にかけて全盛期を迎え、19世紀後半にメキシコ社会から姿を消した。慣習にほとんど従わない自由奔放な性質が際立ち忌避されることもあったが、姿を消してから、当時の自由主義的風潮ロマン派文学の物語のヒロインとして採用され、一躍ナショナリズムの「人気ヒロイン（heroínas populares）」として理想化された。

## チナ・ポブラナと都市プエブラ
チナ・ポブラナの「ポブラナ（poblana）」は「プエブラ（Puebla. メキシコの都市）の女性」を意味する語だが、チナ・ポブラナが都市プエブラで発祥したのか否か、チナ・ポブラナが最も栄えていた19世紀に度々議論が起こっていた。
メキシコ人詩人のGuillermo Prietoは、発祥とされていたプエブラの街に約 8 日間滞在したとき、ローカットのシャツ、短いウエスト、光沢のあるスカートを身に着けた（典型的なチナ・ポブラナを身に纏った）女性を見つけることは努力を要したと述べている。Piertoは最終的に、「プエブラ発祥のチナ・ポブラナ」は「旅行者の豊かな想像力の産物」であると結論づけるしかなかった。

## チナ・ポブラナの構成

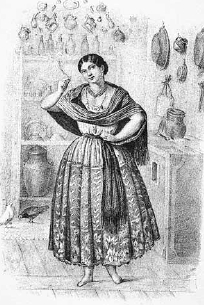
チナ・ポブラナを身に纏った女性を描いた版画『La china』. 同名の本に収録

チナ・ポブラナのデザインは、3 世紀にわたるスペイン統治時代にヌエバ・エスパーニャで混ざり合った多様な文化の要素を組み込んでいる。
以下に、衣装の模範的な構成を紹介したい。
- 幾何学模様と花のモチーフの明るい色で刺繍表現した白ブラウス
- カストルと呼ばれるスカート
- ジグザグのレースモチーフで縁取られた下衣
- 上衣と下衣を腰に固定するためのベルト
- ショール
- シルクのスカーフ（着用する場合もあり）
- 絹糸で刺繍を施したサテンの靴（経済的余裕のなさに反してラス・チナスが好んで履いていたという[5] ）

## メキシコ人とチナ・ポブラナ

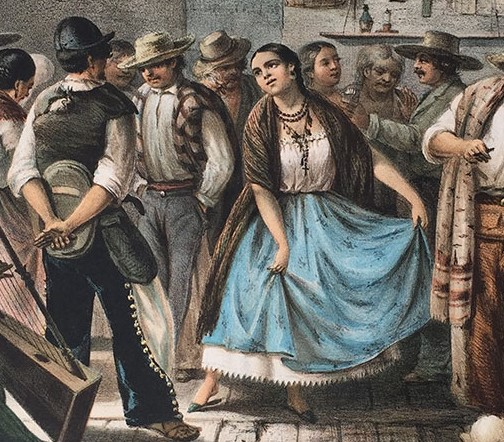
19世紀メキシコのファンダンゴ. チナ・ポブラナを纏ったラス・チナスの女性が踊っている

大胆で、女性的な形を強調し、女性の持ちうるあらゆる美を表現するのに適しているというその特徴から、当時チナ・ポブラナは過度に挑発的である、と考えられることがあった。
「良き習慣（buenas costumbres）」の管理を主張した道徳的なメキシコ人は、ラス・チナスの奔放さへの反感ゆえその象徴ともいえるチナ・ポブラナの公的な場での着用を批判した。しかし、一部のロマン派の年代記作家たちにとっては既に「民族衣装（un traje nacional）」であったほか、ラス・チナスの服装は卓越した民族衣装であり、その着用者はメキシコ人女性の価値観の模範であるのだと、賞賛する人々もいた。

## ステレオタイプとチナ・ポブラナ
実在するラス・チナスが物語のヒロインとして文学上で再現されることによって、民族主義的・統一的な想像力を強化するための理想モデルが構築され始めた。
大衆文化において、未だ自国メキシコの象徴として強い影響を持っているのだとしてチナ・ポブラナの成功に肯定的な意見もあるが、一方で、「メキシコらしさ」のステレオタイプ化により偉大な文化的多様性をないがしろにしてきた歴史の負の側面として、批判する意見もある。